# HD 142250
HD 142250 är en ensam stjärna belägen i den mellersta delen av stjärnbilden Skorpionen. Den har en skenbar magnitud av ca 6,10 och är mycket svagt synlig för blotta ögat där ljusföroreningar ej förekommer. Baserat på parallaxmätning inom Hipparcosuppdraget på ca 6,5 mas, beräknas den befinna sig på ett avstånd på ca 500 ljusår (ca 150 parsek) från solen. Den rör sig närmare solen med en heliocentrisk radialhastighet på ca –1,3 km/s. Det beräknade avståndet, tillsammans med stjärnans egenrörelse, tyder på att stjärnan ingår i undergruppen Övre Scorpius av föreningen Scorpius – Centaurus, den närmaste OB till solen.  Denna undergrupp är den yngsta av de tre i föreningen, med en beräknad ålder på 11 miljoner år.

## Egenskaper
HD 142250 är en blå till vit stjärna i huvudserien av spektralklass B6 Vp, som är en heliumsvag kemiskt ovanlig stjärna och har ett magnetfält och en långsam rotation med en projicerad rotationshastighet på 34 km/s. Den har en massa som är ca 3,7 solmassor, en radie som är ca 2,6 solradier och har ca 220 gånger solens utstrålning av energi från dess fotosfär vid en effektiv temperatur av ca 13 600 K.